# Jean-Joseph Denis
Pour l’article homonyme, voir Denis.
Jean-Joseph Denis (27 janvier 1876-22 septembre 1960) est un avocat et homme politique fédéral du Québec.

## Biographie
Né à Saint-Cuthbert dans la région de Lanaudière, M. Denis étudie à l'Université Laval. Nommé au Barreau du Québec en 1901, il part pratiquer à Montréal jusqu'en 1903 et ensuite à Berthier.
Élu député des Libéraux de Laurier dans la circonscription fédérale de Joliette en 1917, il avait précédemment tenté d'être élu dans Berthier, mais fut défait par le conservateur Joseph-Arthur Barrette. Réélu député libéral en 1921, 1925 et en 1926, il démissionna en 1928 pour devenir juge à la Cour supérieure du Québec.